# Edward Ayres de Abreu
Edward Ayres de Abreu (Durban, África do Sul, 1989) é um compositor, musicólogo, editor e programador cultural português, fundador do Movimento Patrimonial pela Música Portuguesa e da revista Glosas.

## Biografia
Iniciou os estudos de música em Portugal aos cinco anos de idade. Estudou no Conservatório Nacional com Ana Sousa Lima e Rui Pinheiro (Piano), Eli Camargo Júnior e Daniel Schvetz (Composição). Frequentou os cursos de Arquitectura e de História da Arte e concluiu a Licenciatura em Composição com a mais alta classificação no exame final na Escola Superior de Música de Lisboa, onde estudou com Sérgio Azevedo e António Pinho Vargas. Em programa Erasmus frequentou o Conservatório Nacional Superior de Música e Dança de Paris, tendo trabalhado com Gérard Pesson (Composição). Em masterclasses ou em encontros académicos contactou com Emmanuel Nunes, João Pedro Oliveira e Marc-André Dalbavie, entre outros.
É mestre em Ciências Musicais — Musicologia Histórica pela Faculdade de Ciências Sociais e Humanas da Universidade Nova de Lisboa, tendo defendido a dissertação “Ruy Coelho (1889-1986): o compositor da geração d’Orpheu” sob orientação de Paulo Ferreira de Castro. É membro do CESEM, Centro de Estudos de Sociologia e Estética Musical.
Pelo seu trabalho como musicólogo foi distinguido com o 2.º Prémio do Concurso Otto Mayer-Serra (2017) da Universidade da Califórnia, Riverside, e com o Prémio Joaquim de Vasconcelos (2019) da Sociedade Portuguesa de Investigação em Música.
Concebeu e dirigiu artisticamente diversos projectos musicais e multidisciplinares, destacando-se os festivais Viagens pelo som e pela imagem, apresentados anualmente na Fonoteca Municipal de Lisboa entre 2008 e 2011. É membro fundador e Presidente da Direcção do MPMP, Movimento Patrimonial pela Música Portuguesa, associação criada em 2009, no âmbito da qual tem concebido e coordenado diversos projectos editoriais e de programação musical. Em 2018, a estrutura foi distinguida com o Prémio de Música Sequeira Costa, atribuído pela Fundação Mirpuri. No âmbito do MPMP foi ainda director-geral da revista Glosas, dedicada à divulgação da música de tradição erudita ocidental nos países de língua portuguesa, desde a sua fundação até ao seu 15.º número, publicado em 2016.
Pelo seu trabalho na área da gestão cultural foi distinguido com a “Bolsa Cultura” da AESE Business School e Imprensa Nacional — Casa da Moeda, nesse âmbito participando no programa Indian Perspectives on Business Management do Indian Institute of Management Ahmedabad e sendo actualmente finalista do XIX Executive MBA (2019-2021) da AESE.
É 2.º Vogal da Direcção da Sociedade Portuguesa de Investigação em Música desde 2021.

## Obras musicais
- Inscriptions (X) (2012), para meio-soprano, tenor e orquestra, interpretada por Carolina Figueiredo, Manuel Rebelo e Orquestra Gulbenkian, sob a direcção de Luca Francesconi
- Manucure (2012), ópera apresentada no Teatro Nacional de São Carlos sob a direcção de João Paulo Santos e a encenação de Luís Miguel Cintra.
- Sinfonietta per orchestra classica (2015), estreada pela Orquestra Metropolitana de Lisboa, sob a direcção de Michael Zilm (Encomenda da OML, para o 23.º aniversário da orquestra)[8]
- Pálido pálio lunar… (2017) pela Banda Sinfónica Portuguesa, sob a direcção de Luís Carvalho (distinguido com uma Menção Honrosa no V Concurso Nacional de Composição)
- A menina do mar (2019), conto musical sobre Sophia de Mello Breyner Andresen, estreado com o Teatro do Eléctrico e Ensemble MPMP no Teatro Lu.Ca, com encenação de Ricardo Neves-Neves e direcção musical de Martim Sousa Tavares.[9]

## Investigação musicológica
- “Danças e contradanças: Almada Negreiros e Ruy Coelho”, Revista de História da Arte 2 (Série W), Instituto de História da Arte, 2014, 111-124.
- “Do imaginário iconográfico em torno de Ruy Coelho e de sua música, ou quando imagem revela som na construção do modernismo português da década de 1910”, Cuadernos de Iconografía Musical III/2 (Novembro de 2016), 40-70.
- “Orfeu em Lisboa: um compositor — uma geração? — à procura de sua Eurídice”, Pessoa plural 11 (Primavera de 2017), 114-136. DOI: https://doi.org/10.7301/Z0NG4NTX .
- “Da ópera radiofónica à cantata cénica — Breve panorâmica sobre obras músico-dramáticas de Joly Braga Santos”, em Álvaro Cassuto (coord.), Joly Braga Santos (Alfragide: Editorial Caminho, 2018), 201-239.
- “‘…le Désir est tout…’ — Obras vocais de câmara de Ruy Coelho à luz do simbolismo fin-de-siècle”, Diagonal: An Ibero-American Music Review 3/2 (2018), 1-24. DOI: http://dx.doi.org/10.5070/D83244276 .